# Црква Свете Тројице у Шапцу
Црква Свете Тројице у Шапцу припада Епархији шабачкој Српске православне цркве. Радови на храму су започети 2007. године на Летњиковцу, да би у лето 2014. године био подигнут и Епископ Лаврентије је на дан Свете Тројице служио прву свету Архијерејску Литургију.
У овом храму богослужење улепшавају два хора: дечији и мешовити.

## Освећење цркве
Цркву је 9. октобра 2016. године освештао Патријарх српски Иринеј са Епископом шабачким Лаврентијем и свештенством.